# Marina di Gioiosa Ionica
Marina di Gioiosa Ionica är en ort och kommun i storstadsregionen Reggio Calabria, innan 2017 provinsen Reggio Calabria, i regionen Kalabrien i Italien. Kommunen hade 6 603 invånare (2017).